# Empis turneri
Empis turneri är en tvåvingeart som beskrevs av Smith 1969. Empis turneri ingår i släktet Empis och familjen dansflugor. Inga underarter finns listade i Catalogue of Life.